# Auka
De plantage Auka, ook gespeld als Jocka was een Surinaamse houtplantage aan de rechteroever van de Surinamerivier. De naam verwijst naar de Auka- of Jokakreek, die uitkomt in de Surinamerivier. De houtplantage grensde aan de houtgrond Quamabo.
Op de kaart van Lavaux (1737) staat de plantage vermeld als eigendom van weduwe Sam. de la Par(r)a. De weduwe van Samuel de la Parra (circa 1687 - 29 januari 1727) is zijn tweede vrouw, Sarah de Meza (circa 1693 - 20 december 1759). De Sefardisch Joodse familie De la Parra bezat meerdere plantages in Suriname. 
Auka maakte deel uit van de Jodensavanne.
Op de plantage bevond zich een militaire post van waaruit de Aukaners achtervolgd en bestreden werden. In het vredesverdrag dat de Aukaners op 10 oktober 1760 sloten worden ze de "bevreedigde boschneegers achter Auka" genoemd. Zo heeft de plantage haar naam geleend aan de stam van de Aukaners. 
Vanaf Auka liep een voetpad naar het gebied van de Aukaners.
In de Surinaamsche Almanak voor het jaar 1827 (p.45) staat Auka vermeld als Anca. De houtplantage valt dan onder de op de andere oever gelegen houtplantage La Diligence, welke eigendom is van S.S.H. en wed. Jos. de la Parra.   